# María de Jesus Barroso Soares

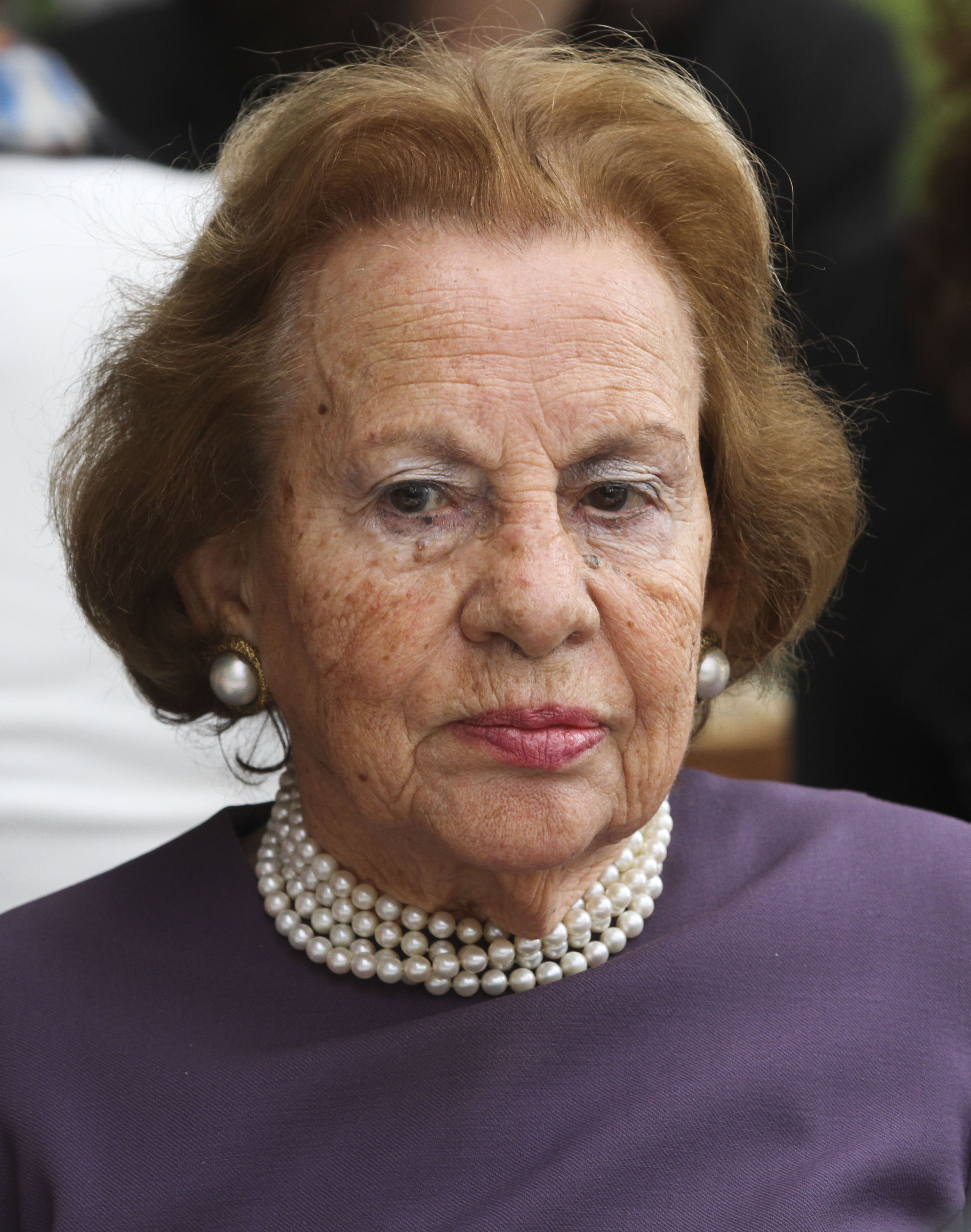
Maria Barroso in Lissabon, 2013

María de Jesus Simões Barroso Soares (Fuseta, 2 mei 1925 – Lissabon, 7 juli 2015) was een Portugees actrice. Ze was de echtgenote van Mário Soares (1924-2017), de bekende socialistische politicus en president (1986-1996) met wie zij in februari 1949 in het huwelijk trad. Het echtpaar had 2 kinderen, een zoon, João en een dochter Isabel. 
Hoewel niet zo politiek actief als haar man, was zij op 19 april 1973 een van de oprichters - samen met haar man en anderen - van de Socialistische Partij. Barroso Soares was presidente van de Aristides Sousa Mendes Stichting en de Pro Dignitate Vereniging. Jarenlang leidde ze het Portugese Rode Kruis. 
Als actrice maakte ze furore bij het Nationale Theater en bij de film. 
In 1989 bekeerde zij zich tot het rooms-katholicisme.
- Gemeinsame Normdatei: 119420961
- International Standard Name Identifier: 0000 0000 7860 4956
- Library of Congress Control Number: n96041850
- Nationale Bibliotheek van Israël: 987007369989205171
- Istituto Centrale per il Catalogo Unico: LIGV056147
- Virtual International Authority File: 54957648
- WorldCat: E39PBJwMFGRpkXTgCt9X8BYdcP